# Ematurga pennata
Ematurga pennata là một loài bướm đêm trong họ Geometridae.